# سميح مسعود
سميح مسعود هو كاتب وروائي وعالم اقتصاد كندي الجنسية فلسطيني الأصل يقيم في مدينة مونتريال بكندا ويدير المركز الكندي لدراسات الشرق الأوسط.

## حياته
وُلد سميح مسعود بمدينة حيفا في فلسطين الانتدابية عام 1938، ودرس في مدرسة البرج بحيفا ثُم هجر مع عائلته إلى بلدة برقة الواقعة في شمال غرب مدينة نابلس في أعقاب نكبة عام 1948، بعد أن أنهى دراسته الثانوية سافر إلى يوغوسلافيا لاستكمال دراسته الجامعية حيث حصل على شهادة البكالوريوس في الاقتصاد من جامعة سراييفو، ثم حصل على درجة الماجستير في الاقتصاد من نفس الجامعة في عام 1965، وحصل على درجة الدكتوراه في الاقتصاد من جامعة بلغراد عام 1967. هاجر سميح مسعود إلى كندا في مطلع تسعينيات القرن العشرين واستقر بمدينة مونتريال وحصل على الجنسية الكندية.

## مسيرته المهنية
عمل سميح مسعود مستشارا اقتصاديا في عدة دول عربية، وشارك في عدد من اللجان التابعة للأمانة العامة لجامعة الدول العربية، كما كان عضوا برابطة الكتاب الأردنيين. وفي عام 1990، انتخب سميح مسعود رئيساً للاتحاد العام للاقتصاديين الفلسطينيين في الكويت، كما شارك في عددٍ من المؤتمرات والندوات العربية والدولية في مجال النفط والتنمية والاستثمار والتمويل والتكامل الاقتصادي العربي. يعمل سميح مسعود في الوقت الحالي مديراً للمركز الكندي لدراسات الشرق الأوسط في مونتريال بكندا، وقد أسس مع عدد من المثقفين العرب المقيمين بكندا الصالون الثقافي الأندلسي في مدينة مونتريال بكندا.

## أعماله

### المقالات والأبحاث
نشر سميح مسعود الكثير من المقالات والأبحاث والدراسات النقدية والاقتصادية في عدد من المجلات والصحف العربية والعالمية مثل جريدة الحياة اللندنية، ومجلة المصارف الكويتية، ومجلة النفط والتعاون العربي التي تصدر عن منظمة الدول العربية المصدرة للبترول (أوابك) في الكويت، ومجلة المستقبل العربي التي يصدرها مركز دراسات الوحدة العربية في بيروت.

### المؤلفات
أصدر سميح مسعود مالا يقل عن 20 كتابا تنوعت ما بين الدراسات الاقتصادية والنقدية، كما ألف عددا من الأعمال الأدبية التي تنوعت بين الشعر والرواية والسيرة الذاتية، ويوضح الجدول التالي أهم مؤلفاته:
| سنة الإصدار | اسم العمل                                  | نوع العمل    | الناشر                                 |
| ----------- | ------------------------------------------ | ------------ | -------------------------------------- |
| 2011        | الوجه الآخر للأحزان                        | مجموعة شعرية |                                        |
| 2012        | رؤى وتأملات                                | نصوص نثرية   |                                        |
| 2013        | حيفا برقة.. البحث عن الجذور (الجزء الأول)  | سيرة ذاتية   |                                        |
| 2014        | حيفا برقة.. البحث عن الجذور (الجزء الثاني) | سيرة ذاتية   |                                        |
| 2014        | متحف الذاكرة الحيفاوية                     |              |                                        |
| 2014        | حيفا وقصائد أخرى                           | مجموعة شعرية |                                        |
| 2015        | مقامات تراثية                              |              |                                        |
| 2016        | حيفا برقة.. البحث عن الجذور (الجزء الثالث) | سيرة ذاتية   |                                        |
| 2017        | تطوان وحكايا أخرى                          | رواية        | دار الآن ناشرون وموزعون - عمان، الأردن |
| 2018        | حصاد السنين                                | سيرة ذاتية   | دار الآن ناشرون وموزعون - عمان، الأردن |
| 2019        | على دروب الأندلس                           |              |                                        |
| 2020        | أنطونيو التلحمي رفيق تشي جيفارا            | سيرة         | دار الآن ناشرون وموزعون - عمان، الأردن |
| 2020        | هوشيلاجا                                   | رواية        |                                        |
| 2020        | على مدارج السحاب                           |              |                                        |
| 2021        | الكرملي                                    |              | دار الآن ناشرون وموزعون - عمان، الأردن |
| 2021        | ذات القبعة الحمراء                         |              |                                        |
| 2023        | شهادات حول بحثي عن الجذور                  |              | دار الآن ناشرون وموزعون - عمان، الأردن |